# Aloísio Alberto Dilli
Aloísio Alberto Dilli OFM (ur. 21 czerwca 1948 w Poço das Antas) – brazylijski duchowny katolicki, biskup Santa Cruz do Sul w latach 2016–2024.

## Życiorys

### Prezbiterat
Święcenia kapłańskie otrzymał 1 stycznia 1977 w zakonie franciszkanów. Był m.in. mistrzem nowicjatu, rektorem niższego seminarium zakonnego, wiceprowincjałem oraz ekonomem prowincji Rio Grande do Sul.

### Episkopat
27 czerwca 2007 papież Benedykt XVI mianował go biskupem ordynariuszem diecezji Uruguaiana. Sakry biskupiej udzielił mu 2 września 2007 biskup Ângelo Domingos Salvador.
13 lipca 2016 papież Franciszek mianował go biskupem ordynariuszem diecezji Santa Cruz do Sul.
19 czerwca 2024 papież przyjął jego rezygnację z pełnionego urzędu, złożoną ze względu na wiek. 